# يوليانا بليفنيليفا
يوليانا بليفنيليفا (البلغارية: Юлияна Юриева Плевнелиева ؛ ولدت في 28 يناير 1975) هي صحفية بلغارية والسيدة الأولى لبلغاريا (2012 - 2017).وهي الزوجة السابقة للرئيس البلغاري السابق روزين بليفنيليف-Rosen Plevneliev، الذي طلقها في2017.

## السيرة الشخصية
ولدت يوليانا بليفنيليفا في 28 يناير 1975. تخرجت من المدرسة الثانوية الإنجليزية الثانية في صوفيا ودرست القانون في الجامعة البلغارية الجديدة (NBU) في صوفيا. كما التحقت بجامعة سيتي للمالية في سياتل بالولايات المتحدة، وذلك خلال العقد الأول من القرن الحادي والعشرين.
في عام 2000، تزوجت من روزين بليفنيليف-Rosen Plevneliev، الذي يكبرها بأحد عشر عامًا. كان هذا زواجها الأول والثاني لبليفنيليف. كان للزوجين ثلاثة أبناء: فيليب (مواليد 2000)، آسن (مواليد 2001) وبافيل (مواليد 2006). توفي ابنهما الأكبر فيليب بسبب أمراض القلب في عام 2015. 
عملت يوليانا بليفنيليفا كمنسق لجمعية خريجي(IDLO) البلغارية من أغسطس 2003 إلى سبتمبر 2004. في عام 2004، تم توظيفها من قِبل شركة (إكونوميدريا Economedia)- وهي أحد الشركات الإعلامية التجارية. (كانت عائلة بليفنيليف صديقة مقربة لرجل الأعمال إيفو بروكوبييف، صاحب شركة إيكونوميديا). واصلت عملها في إيكونوميديا أثناء عملها كسيدة بلغاريا الأولى. نُشرت قصصها في صحيفة كابيتال، وهي صحيفة أسبوعية تصدر عن إيكونوميديا. بعد فترة وجيزة من تولى زوجها الرئاسة، تركت بليفنيليفا موقع الإيكونوميديا لتأسيس شركتها الخاصة.
خلال فترة رئاسة زوجها، تجنبت يوليانا بليفنيليفا دور البروتوكولات الرسمية وغير الرسمية للسيدة الأولى، وركزت بدلاً من ذلك على عائلتها ومسيرتها المهنية. على سبيل المثال، لم تجري بليفنيليفا مقابلة واحدة خلال سنوات عملها كسيدة أولى.
في أكتوبر 2017، أعلن بليفنيليفا وبليفنيليف طلاقهما بعد 17 عامًا وسط تكهنات بعلاقة غرامية من قبل الرئيس السابق.فيما بعد تزوج الرئيس السابق من زوجته الثالثة ديسلافا بانوفا وذلك بعد وقت قصير من إنهاء الطلاق.
بعد الطلاق استعادت يوليانا لقبها قبل الزواج - يوردانوفا.